# Йорданіт
Йордані́т — арсенова сульфосіль свинцю координаційної будови.

## Етимологія та історія
Відкритий в 1864 році німецьким медиком, доктором Й. Л. Йорданом (1808–1887), на честь якого і названий (Gerhard vom Rath, 1864).

## Опис
Хімічна формула: Pb5As2S8. Склад у %: Pb — 71,90; As — 10,30; S — 17,80.
Сингонія моноклінна.
Густина — 6,38.
Твердість — 3,5.
Колір свинцево-сірий.
Блиск металічний.
Злом раковистий. Крихкий.
Риса чорна. Непрозорий.
Рідкісний гідротермальний мінерал.